# Staffan Ahrenberg
Staffan Ahrenberg, né à Stockholm (Suède) le 27 septembre 1957, est le propriétaire et le rédacteur en chef des éditions Cahiers d'art, collectionneur d’art, entrepreneur et producteur de cinéma.

## Biographie
Deuxième enfant du collectionneur suédois Theodor “Teto” Ahrenberg (1912-1989) et de Ulla Ahrenberg (née Frissel), Staffan Ahrenberg a passé son enfance à Stockholm et à Chexbres, en Suisse, où la famille s’installe en 1962. Il a été immergé dans le monde de l’art dès son plus jeune âge, grâce à l’importante collection réunie par son père entre la fin des années 1940 et 1980, avec des œuvres de Pablo Picasso, Henri Matisse, Marc Chagall, Le Corbusier, Olle Bærtling, Sam Francis, Mark Tobey et Lucio Fontana. Parmi les œuvres-phares de cette collection se trouvaient notamment deux versions d’Apollo de Matisse (1953), Nu dans un rocking chair de Picasso (1956) et Les Mariés sous le baldaquin de Chagall (1949). La formation d’Ahrenberg à l’art contemporain s’est faite grâce à l’atelier construit par son père dans la propriété de Chexbres, où de nombreux artistes, dont Christo, Tadeusz Kantor, Enrico Baj, Jean Tinguely, et Niki de Saint Phalle ont vécu et travaillé entre 1962 et 1977. 
En 1975, Staffan Ahrenberg rencontre le producteur de cinéma Alexandre Salkind (1921-97), producteur de Superman (1978, avec Marlon Brando) avec lequel il apprendra le métier pendant trois ans, avant de s’installer à Los Angeles pour lancer sa carrière de producteur,. Les films produits par Staffan Ahrenberg comprennent Johnny Mnemonic (1995), de Robert Longo, avec Keanu Reeves ; Total Eclipse (1995), de Agnieszka Holland, avec Leonardo DiCaprio ; The Quiet American (2002), de Phillip Noyce, avec Michael Caine ; et Summer Love (2006), de Piotr Uklański, avec Bogusław Linda et Val Kilmer.
En 2011, Staffan Ahrenberg a racheté Cahiers d’Art, maison d’édition, revue et galerie fondées par l’historien d’art et éditeur Christian Zervos (1889-1970) et situées 14, rue du Dragon à Paris. Le 18 octobre 2012, il a relancé Cahiers d’Art avec un nouveau numéro de la revue éponyme, le premier depuis 1960, consacré à l’œuvre d’Ellsworth Kelly et co-édité avec Hans Ulrich Obrist et Sam Keller. Les numéros suivants sont réalisés avec des artistes aussi importants que Rosemarie Trockel, Hiroshi Sugimoto ou Gabriel Orozco.  Staffan Ahrenberg a publié de nombreux livres sous la marque Cahiers d’Art, notamment Calder by Matter (2012), Ellsworth Kelly: Catalogue Raisonné of Paintings, Reliefs, and Sculpture. Vol. 1, 1940–1953 (2015), Thomas Schütte: Watercolors for Robert Walser and Donald Young, 2011–2012 (2016), et surtout, en 2013, la nouvelle édition en 33 volumes du catalogue raisonné Pablo Picasso par Christian Zervos, originellement publié par Zervos entre 1932 and 1978. Ce catalogue raisonné a été traduit en anglais pour la première fois,.
En avril 2017, Staffan Ahrenberg ouvre, en partenariat avec Walther König, la nouvelle librairie du Palais de Tokyo. Staffan Ahrenberg a aussi organisé des expositions dans les espaces de la galerie Cahiers d’Art à Paris, notamment “Hiroshi Sugimoto” (2014) et “Miró” (2018), ainsi que dans d’autres institutions notamment “Le Corbusier. The Secrets of Creativity: Between Painting and Architecture” au musée des beaux-arts Pouchkine à Moscou (2012) et “Moment – Le Corbusier’s Secret Laboratory” au Moderna Museet de Stockholm (2013).
En mai 2018, Staffan Ahrenberg a été nommé Chevalier de l'Ordre des arts et des lettres.

## Collection d'art
Staffan Ahrenberg collectionne l’art moderne et contemporain depuis 1977, d’abord avec de l’art géométrique, notamment Auguste Herbin et Josef Albers. Sa collection actuelle comprend, parmi beaucoup d’autres des œuvres de Picasso, Matisse, Vassily Kandinsky, Le Corbusier, Richard Serra, Robert Longo, Wolfgang Tillmans, Cildo Meireles, Jenny Holzer, Martin Kippenberger et Adrián Villar Rojas.

## Filmographie
- Konstsamlaren och katastrofen (The Art Collector and the Tragedy), 2017
- Summer Love, 2006 (producteur)
- The Quiet American, 2002 (producteur)
- Another Nine & a Half Weeks, 1997 (producteur)
- Total Eclipse, 1995 (producteur)
- Johnny Mnemonic, 1995 (executive producteur)
- The Turn of the Screw, 1992 (executive producteur)
- Jersey Girl, 1992 (producteur)
- Zandalee, 1991 (producteur exécutif)
- Lobster Man from Mars, 1989 (producteur exécutif)
- Waxwork, 1988 (producteur)

## Publications
- Le Corbusier’s Secret Laboratory. From Painting to Architecture, Hatje Cantz, Ostfildern, 2013 (co-editeur avec Jean-Louis Cohen et contributeur)
- Cahiers d’Art. Picasso In the Studio, special issue 2015, (interview avec Robert Longo)
- Living with Picasso, Matisse and Christo: Theodor Ahrenberg and His Collections, Thames & Hudson, Londres, 2018 (contributeur)
- Ett liv med Matisse, Picasso och Christo – Theodor Ahrenberg och hans samlingar, Arvinius + Orfeus Publishing, Stockholm, 2018 (contributeur)
- Cahiers d’Art. Miró, septembre 2018, (interview avec Miquel Barceló)